# Gerstungen (stacja kolejowa)
Gerstungen (niem.: Bahnhof Gerstungen) – stacja kolejowa w Wutha-Farnroda, w kraju związkowym Turyngia, w Niemczech. Znajduje się na linii Halle – Bebra. Dawniej znaczenie stacji było znacznie większe, gdyż była to stacja graniczna pomiędzy NRD a RFN.
Według klasyfikacji Deutsche Bahn ma kategorię 6.

## Linie kolejowe
- Linia Halle – Bebra
- Linia Gerstungen – Vacha – nieczynna w ruchu pasażerskim
- Linia Förtha – Gerstungen – zlikwidowana